# Costantino Dall'Argine
Costantino Dall'Argine (Parma, 2 maggio 1842 – Milano, 1º marzo 1877) è stato un compositore e direttore d'orchestra italiano.
Compose molta musica teatrale, rendendosi noto soprattutto per la produzione di balletti (se ne riportano 56).

## Biografia

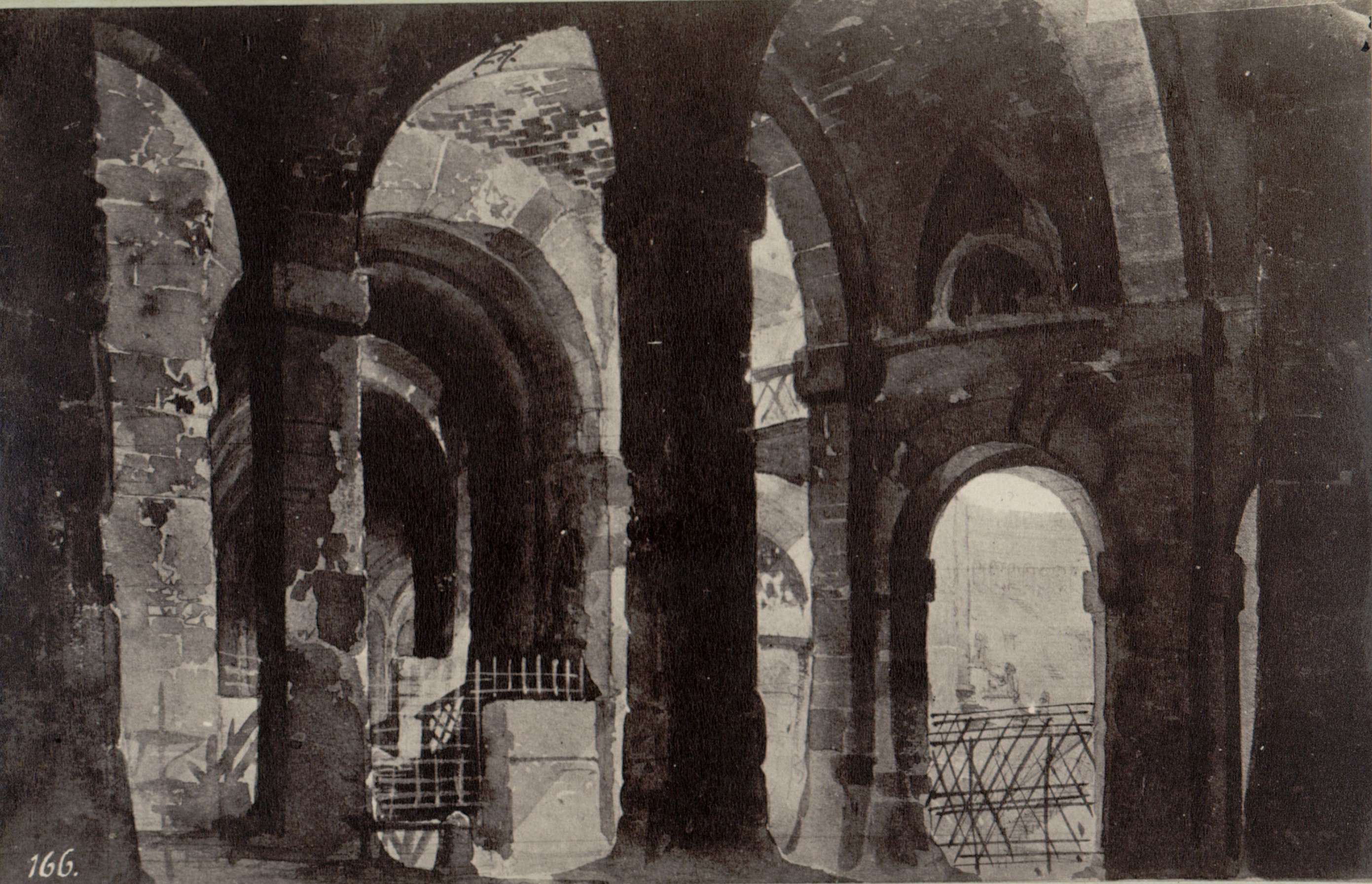
Volte interne di un anfiteatro, bozzetto di Carlo Ferrario per Velleda (1864)

Inizia a studiare musica sotto la guida del padre, poi con Antonio Rusca a Busseto e, infine, al Conservatorio di Musica di Milano, dove completò la sua istruzione musicale.
Durante gli studi a Busseto venne eseguita la sua prima Messa, per la festa di S. Cecilia, il 24 Novembre 1862.
Viene descritto come un giovane di natura ribelle ed eccessivamente orgoglioso, famosa la sua scommessa di scrivere in 6 mesi un'opera sul libretto del Barbiere di Siviglia di Rossini, al quale scrisse una lettera nel 1868 in cui si scusava per la presunzione e gli dedicava l'opera.
Il Barbiere di Siviglia di Dall'Argine andò in scena due giorni prima della morte di Rossini. I bravissimi cantanti e l'orchestra diretta da Angelo Mariani ottennero il favore del pubblico, che richiese anche dei bis, ma la critica fu unanime a umiliare il compositore. L'opera non fu più rappresentata, ma fu edita la riduzione per canto e pianoforte.
La carriera da direttore d'orchestra lo portò a lavorare in molte città italiane (Imola, Ancona, Reggio Emilia, Lugo, Macerata, Mantova, dove si dice che avesse diretto a memoria L'africana) e all'estero (in America e in Spagna). Durante un viaggio in Spagna si ammalò e, a letto, compose le musiche del ballo Dzohara, che gli era stato commissionato dal coreografo Garbagnati.
I critici musicali dell'epoca ne scrissero con ammirazione, apprezzandone il vivace talento musicale e la gaiezza e spontaneità delle musiche.
Morì a 35 anni, lasciando la moglie e i due bambini in povertà. Fu aperta una sottoscrizione: Verdi offrì 200 lire, Italo Campanini 100, l'editore Ricordi 25.

## Opere

### Opere liriche

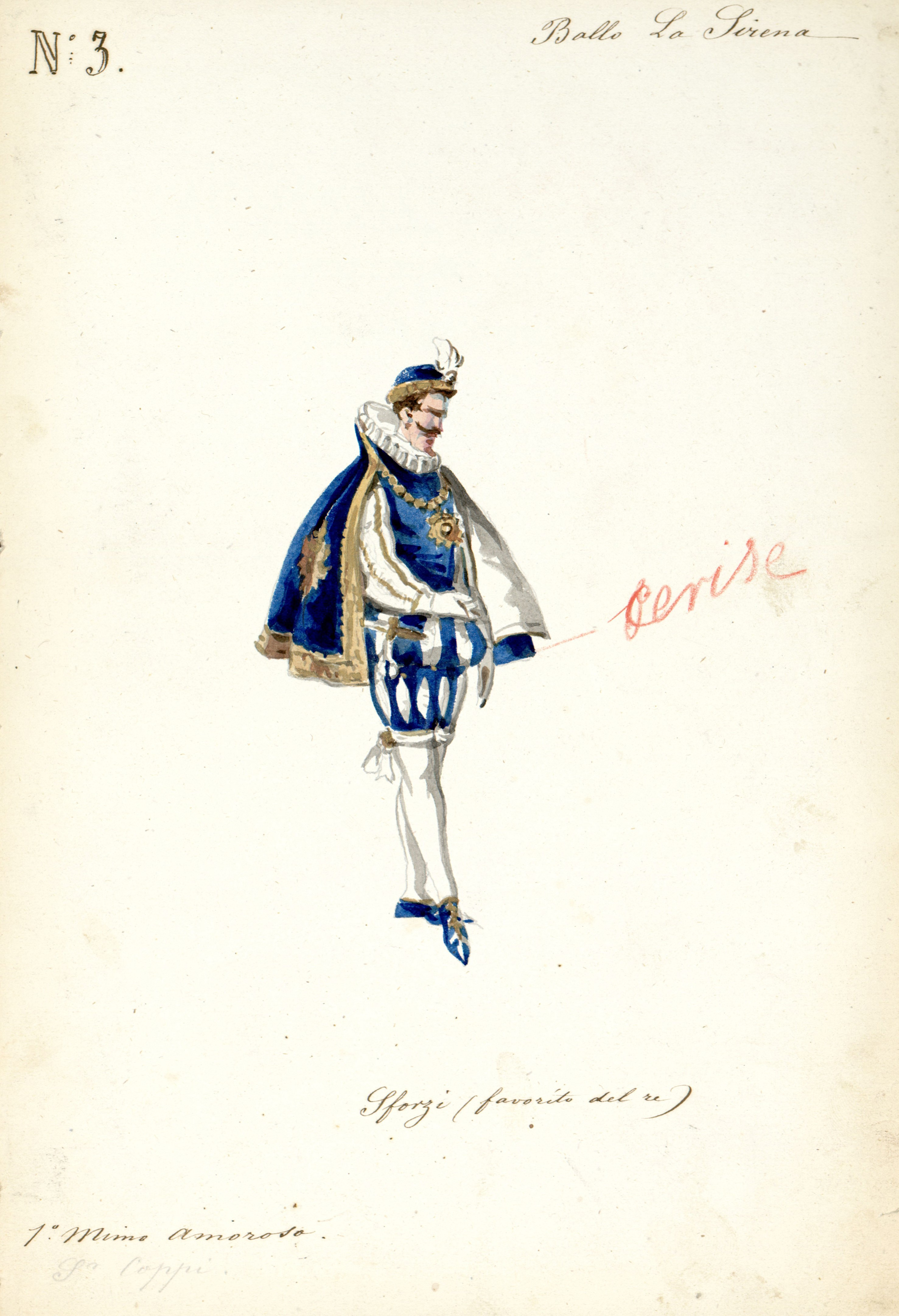
Sforzi (Favorito del Re) (mimo), figurino di Giovanni Pessina per Sirena (1872)

- I due orsi (Teatro Santa Radegonda, 1867)
- Il diavolo zoppo (Teatro Fossati, 1867)
- Il barbiere di Siviglia (Teatro Comunale di Bologna, 1868)

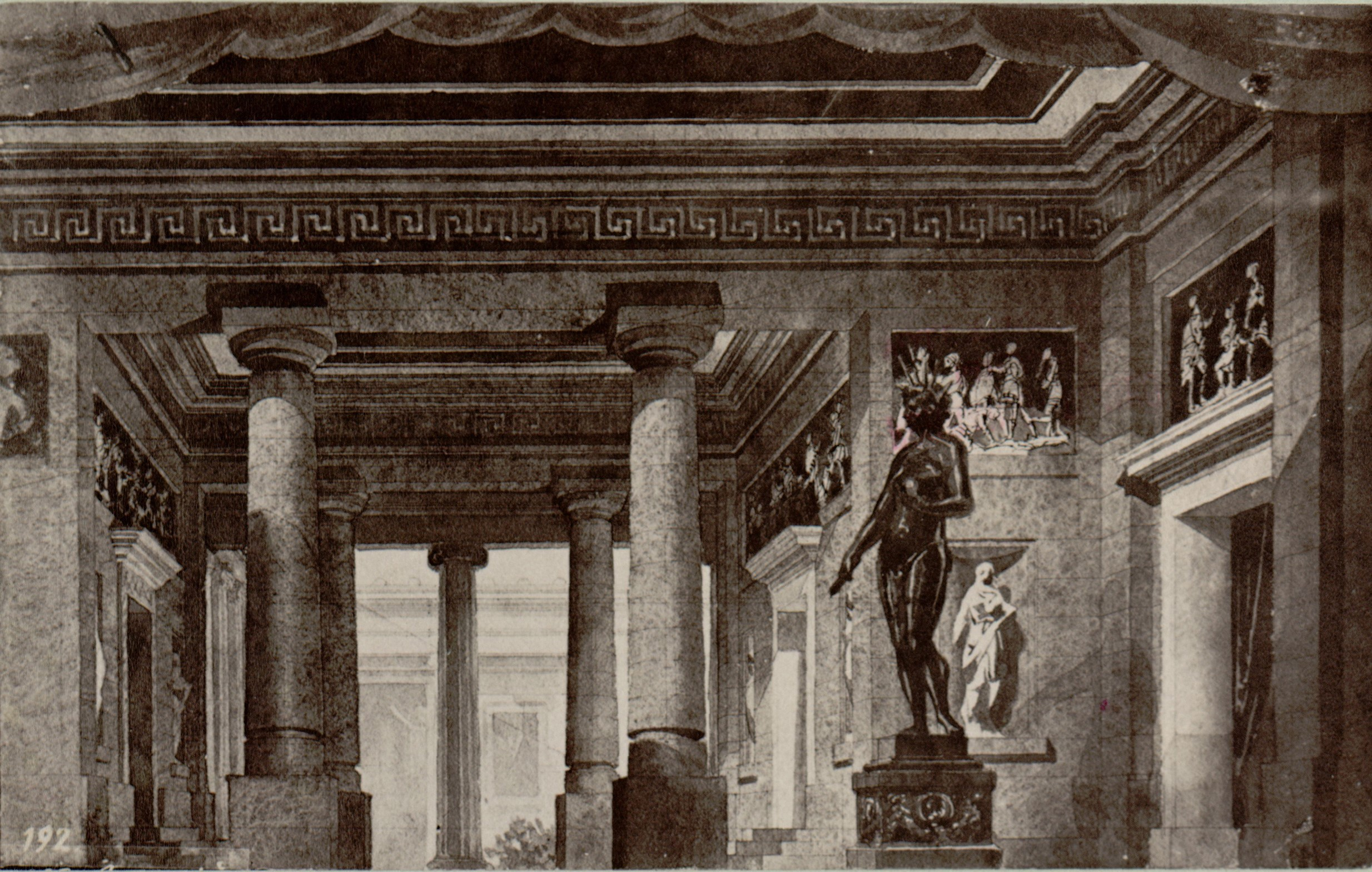
Peristilio nella casa di Amicle. Da un lato la statua di Nerone, bozzetto di Carlo Ferrario per Attea (1863)

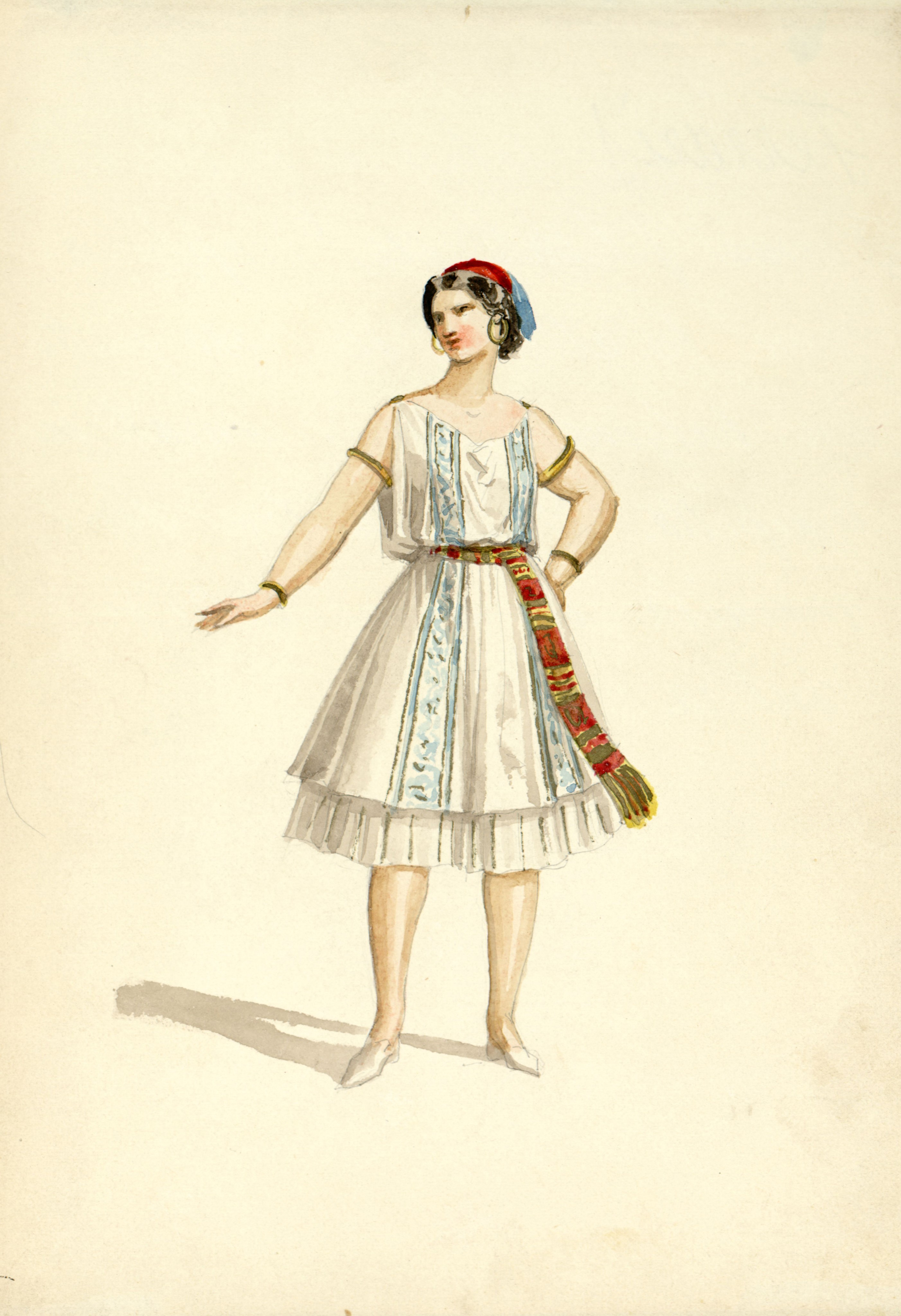
Prima ballerina (ballerina), figurino di artista ignoto per La Camargo (1868)

### Balli
- Fantasie d'un poeta a Roma, cor. Antonio Pallerini (Teatro Regio di Parma, 1863)
- Actea, cor. A. Pallerini (Teatro alla Scala, 1863)
- Velleda, cor. Giuseppe Rota (Teatro alla Scala, 1864)
- La visione di un poeta (1864)
- Anna di Masovia, cor. Giuseppe Bini (Teatro alla Canobbiana, 1864)
- Zelia, cor. di A. Pallerini (Teatro Apollo, 1864-65)
- Il diavolo a quattro, cor. di Giuseppe Casati (Teatro alla Scala, 1865)
- Madamigella di Heilly, in collaborazione con Paolo Giorza, coreografia di Giuseppe Casati (Teatro alla Scala, 1865)
- Lo sbarco di Garibaldi in Sicilia, cor. di F. Razzani (1866)
- La figlia del corsaro, cor. di Ferdinando Pratesi (Teatro Carlo Felice, 1866);
- La Devadacy, cor. di Ippolito Monplaisir (Teatro alla Scala, 1866)
- Torquato Tasso, cor. di Raffaele Rossi (Teatro Argentina, 1866)
- Fede, in collaborazione con Giuseppe Giaquinto e Paolo Giorza, cor. di Federico Fusco (Teatro San Carlo, 1867)
- Thea ossia la fata dei fiori, cor. di Paolo Taglioni (Teatro alla Scala, 1867)
- Nyssa e Saib, in collaborazione con Antonio Baur, cor. di A. Pallerini (Teatro Apollo, 1867)
- Inferno a Parigi, cor. di I. Monplaisir (Teatro Carlo Felice, 1867)
- La grotta di Adelberga, cor. di A. Pallerini (Teatro Regio, 1867-68)
- Brahma, cor. di I. Monplaisir (Teatro alla Scala, 1868)
- Aidea, cor. di Ferdinando Pratesi (Teatro Argentina, 1868)
- La Camargo, cor. di I. Monplaisir (Teatro alla Scala, 1868)
- L'ambizioso, cor. di A. Pallerini (Teatro Apollo, 1868-69);
- La regina della notte, cor. di I. Monplaisir (Teatro Regio, 1868-69)
- La Semiramide del Nord, cor. di I. Monplaisir (Teatro alla Scala, 1869)
- Tra la veglia e i sogni, cor. di I. Monplaisir (Teatro alla Scala, 1869)
- Ondina, cor. di A. Pallerini (Teatro alla Scala, 1869)
- Enrico di Guisa, cor. di F. Magri (Teatro Bellini, 1869)
- Aasvero, cor. di A. Pallerini (Teatro alla Scala, 1871)
- Le figlie di Cheope, cor. di I. Monplaisir (Teatro alla Scala, 1871)
- Flora o la regina dei fiori in collaborazione con Romualdo Marenco, cor. di C. Merzagora (Teatro della Pergola, 1870-71)
- La grotta d'Adelberga, cor. di A. Pallerini (Teatro di S. Carlo,1871)
- Shakespeare ovvero il sogno d'una notte d'estate, in collaborazione con P. Giorza, cor. di G. Casati (Teatro Regio, 1871-72)
- La sirena, cor. di I. Monplaisir (Teatro alla Scala, 1872)
- La fata Vezella, cor. di Francesco Razzani (Macerata, 1872)
- L'Almea, cor. di I. Monplaisir (Teatro di S. Carlo, 1872)
- Alfa e Omega, in collaborazione con G. Tofano, A. Baur, R. Marenco, Giovanni Bottesini, G. Giaquinto, coreografia di I. Monplaisir (Teatro di S. Carlo, 1872)
- Azzurrina, cor. di R. Rossi (Treviso, Teatro Comunale, 1873)
- Il paradiso perduto, cor. di L. Danesi (Teatro Principe Umberto, 1873)
- Manon Lescaut, in collaborazione con P. Giorza, cor. di G. Casati (Teatro alla Scala, 1875)
- Lore-Ley, cor. di I. Monplaisir (Teatro alla Scala, 1877)
- Nerone, assieme a Paolo Giorza, cor. di A. Pallerini (Teatro alla Scala, 1877)
- La stella di Granata, coreografia di C. Merzagora (Teatro della Canobbiana, 1877)
- Dzohara, in collaborazione con Arturo Padovani, cor. di G. Garbagnati (Teatro Regio, 1880-81)
- Zirka, in collaborazione con A. Padovani, cor. di G. Garbagnati (Teatro Regio, 1883)
- Speranza, coreografia di L. Danesi (riduz. per pf solo di Robert Schumann, Parigi, 1886)
- Il genio dell'arte, assieme a Enrico Bernard, Ollimac Sidraned, cor. di Luigi Danise (Teatro di S. Carlo, 1888)
- La Siciliana
- La lega lombarda, coreografia di A. Pallerini

### Musica strumentale
- Album carnevalesco, pezzi ballabili per pianoforte (Lit. Corsini, num. ed. 14)
- Album da ballo, 5 balli sopra motivi dell'opera Guarany per pianoforte (ed. Lucca)
- Album da ballo, 4 balli per il carnevale 1873 per pianoforte (ed. Lucca)
- Primizie carnevalesche, album di 5 balli per pianoforte
- La primavera, galop per pianoforte (ed. Canti 1868)
- Carolina, polka brillante per pianoforte (ed. Trebbi, 1870)
- Fanciulla, polka (1870)
- Andiamo a Castel San Pietro, polka (1870)
- I pipistrelli, polka per pianoforte (1871)
- I menestrelli e i falconieri, gran ballabile (ed. Ricordi)
- Fantasia sull'opera Il Barbiere di Siviglia (ed. Trebbi)
- Margherita diafana, valzer (ed. Trebbi)
- San Lazzaro, mazurca per pf (ed. Vismara)

### Musica corale
- Gli italiani al Re, inno per coro, eseguito al teatro Regio di Parma il 2 giugno 1860 per la visita di Vittorio Emanuele II.